# Teatro Cervantes (Malaga)
Il Teatro Cervantes è il principale teatro della città di Malaga e uno degli spazi scenici più antichi della capitale della Costa del Sol.

## Storia
Il teatro fu costruito nel 1869, dopo che un incendio aveva distrutto il Teatro del Príncipe Alfonso, che era il nome con cui era conosciuto il vecchio Teatro de la Merced dopo la visita della regina Isabella II a Málaga nel 1862. 
Dopo l'incendio si decise di costruire un nuovo teatro e venne affidato il progetto all'architetto Jerónimo Cuervo che lo completò nel 1870.
Il nuovo teatro dedicato a Miguel de Cervantes fu inaugurato nel 1870 e dispone di 1.200 posti a sedere ed è la sede principale del Festival de Málaga.